# James Leslie Brierly
James Leslie Brierly, CBE (* 9. September 1881 in Huddersfield; † 20. Dezember 1955 in Oxford) war ein britischer Jurist und Professor im Bereich des Völkerrechts.

## Familie und Ausbildung
Brierly wurde als ältester Sohn von Sydney Herbert Brierly und dessen Frau Emily Sykes geboren. Sein Vater war Textilunternehmer. Seine Schulbildung erhielt Brierly an der Charterhouse School in Godalming. Anschließend besuchte er das Brasenose College der University of Oxford. 1902 schloss er sein Grundstudium mit Auszeichnung ab. Zwei Jahre später wurde ihm der Abschluss in Altertumswissenschaften verliehen, bevor er 1905 das Studium der Rechtswissenschaft ebenfalls mit Auszeichnung abschloss. Im darauffolgenden Jahr legte er die Prüfung zur Zulassung als Rechtsanwalt mit herausragenden Leistungen ab. Hierfür erhielt er ein Stipendium am All Souls College der University of Oxford und wurde 1907 als Rechtsanwalt am Lincoln’s Inn zugelassen. 1920 heiratete Brierly Ada Ellen Amelia, die Tochter von John Christopher Foreman, einem Kaufmann. Mit ihr hatte er einen Sohn.

## Beruflicher Werdegang
Nach seiner Zulassung als Rechtsanwalt arbeitete Brierly zunächst in der Kanzlei von Frederic Maugham, bevor er 1913 ein Stipendium am Trinity College in Oxford erhielt. Zu Beginn des Ersten Weltkriegs schloss er sich jedoch dem Wiltshire Regiment an und erhielt den Rang eines Unterleutnants. Zunächst diente er im War Office und wurde dann in die Stabsabteilung der britischen Armee am Schwarzen Meer versetzt und zum Brevet-Major ernannt. Nach Kriegsende kehrte er in sein Heimatland zurück und wurde 1920 auf eine Professur für Rechtswissenschaften an der University of Manchester berufen. Dort war er wesentlich am Wiederaufbau der juristischen Fakultät beteiligt. 1922 erhielt Brierly den Ruf auf den international sehr angesehenen Chichele-Lehrstuhl für Völkerrecht an der University of Oxford. Seine Antrittsvorlesung am All Souls College widmete er den aus seiner Sicht bestehenden Schwächen des Völkerrechts. Die Chichele-Professur hatte er bis 1947 inne. Von 1948 bis 1951 lehrte er als Professor für Internationale Beziehungen an der University of Edinburgh.

## Wirken im Bereich des Völkerrechts
Während seiner Zeit als Chichele-Professor verfasste Brierly mit The Law of Nations sein wohl bekanntestes Werk. Sein Ziel dabei war es, „Studenten wie auch Laien die verstehen wollen, welche Rolle das Recht im Verhältnis der Staaten untereinander spielt“ eine Hilfe an die Hand zu geben. Das Buch, dessen Erstauflage 1928 erschien, setzte sich mit den Grundlagen des Völkerrechts auseinander und wurde zu einem Standardwerk in diesem Bereich. Es wurde in vier Sprachen übersetzt. Brierly unterrichtete 1928 auch an der Haager Akademie für Völkerrecht. In seinen dort gehaltenen Vorlesungen setzte er sich mit der Frage der Rechtskraft des Völkerrechts auseinander. In seinem 1944 erschienenen letzten Werk The Outlook for International Law stellte er sich gegen die, vor dem Hintergrund des Zweiten Weltkriegs herrschende Ansicht, das Völkerrecht habe versagt.
Brierly veröffentlichte zahlreiche Artikel in völkerrechtlichen Fachzeitschriften. Daneben war er von 1929 bis 1936 Herausgeber des British Yearbook of International Law. 1911 zeichnete er verantwortlich für die Übersetzung des von Richard Zouch verfassten Grundlagenwerks Juris et judicii fecialis explicatio. Zudem gab er, zusammen mit John Miles, das von William Anson begründeten Werks Principles of the Law of Contract heraus.
Neben seiner akademischen Tätigkeit war Brierly auch Mitglied verschiedener Komitees innerhalb des Völkerbunds. Dort beriet er unter anderem auch den Kaiser von Äthiopien.
1948 wurde er als eines der Gründungsmitglieder in die Völkerrechtskommission gewählt und war zwischen 1949 und 1950 als deren Berichterstatter für Fragen des Völkervertragsrechts tätig. 1951 übernahm er für ein Jahr den Vorsitz der Kommission.

## Ehrenamtliches Engagement
Neben seiner beruflichen Tätigkeit engagierte sich Brierly auch in erheblichem Maße ehrenamtlich. So war er beratend für das Somerville und das St Hilda’s College tätig, war von 1932 bis 1955 Friedensrichter in Oxford und setzte sich in beiden Weltkriegen, wie auch dem Spanischen Bürgerkrieg für Flüchtlinge ein.

## Auszeichnungen (Auswahl)
Brierly wurden mehrere Ehrendoktortitel verliehen, darunter der Universitäten in Oslo, Chicago und Manchester. Ab 1929 gehörte er dem Institut de Droit international an und wurde 1952 als Ehrenmitglied in die Amerikanische Gesellschaft für internationales Recht aufgenommen. 1919 machte Georg V. ihn zum Officer des Order of the British Empire, 1948 wurde er zum Commander des Ordens erhoben.

## Publikationen (Auswahl)
- The Law of Nations. Erschienen in insgesamt 6. Auflagen zwischen 1928 und 1963
- The outlook for International Law. Clarendon Press, Oxford 1945.
- Règles générales du droit de la paix. In: Recueil des cours, 1936, 58, Nr. 4, S. 5–237.